# Cezary Pazura

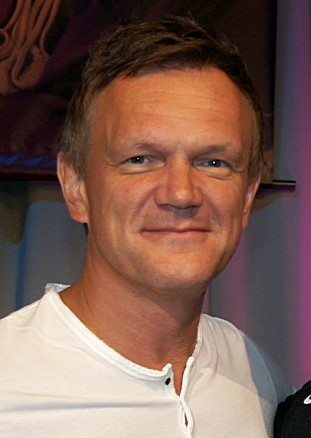
Cezary Pazura (2012)

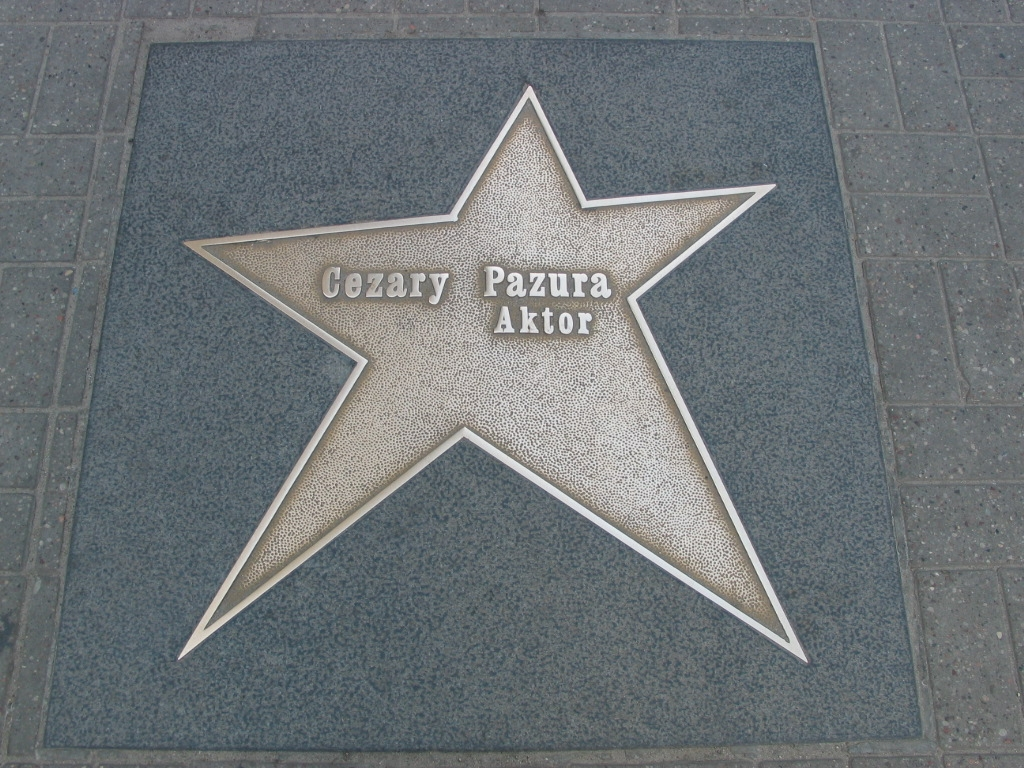
Pazuras Stern auf dem Walk of Fame in Łódź

Cezary Andrzej Pazura (* 13. Juni 1962 in Tomaszów Mazowiecki) ist ein polnischer Schauspieler.

## Leben
Pazura besuchte die Schauspielschule der Filmhochschule Łódź, die er 1986 abschloss. Im gleichen Jahr debütierte er beim Film. Anfang der 1990er Jahre entwickelte er sich mit Filmen an der Seite von Bogusław Linda zu einem der populärsten Filmschauspieler Polens. Seinen Durchbruch erlebte er mit dem Action-Thriller Psy 1992 und als Jerzy Kiler in der Action-Komödie Killer. Das polnische Fachmagazin film zeichnete ihn in den Jahren 1993, 1997 und 2003 als besten Schauspieler des Landes aus. Sein jüngerer Bruder Radosław Pazura ist ebenfalls Schauspieler. Cezary Pazura war mit der ukrainischen Schauspielerin Weronika Marczuk-Pazura verheiratet.

## Filmografie (Auswahl)
- 1991: Kroll – Regie: Władysław Pasikowski
- 1992: Hunde (Psy) – Regie: Władysław Pasikowski
- 1993: Die Entführung der Agata (Uprowadzenie Agaty) – Regie: Marek Piwowski
- 1993: Der Mann aus … (Człowiek z … ) – Regie: Konrad Szolajski
- 1993: Liebe zwischen den Fronten; aka Der Ring mit dem gekrönten Adler (Pierścionek z orłem w koronie) – Regie: Andrzej Wajda
- 1994: Drei Farben: Weiß (Trzy kolory: Biały) – Regie: Krzysztof Kieślowski
- 1994: Psy 2 – Regie: Władysław Pasikowski
- 1994: Tatort: Ostwärts
- 1995: Nic smiesznego – Regie: Marek Koterski
- 1995: Die Karwoche (Wielki tydzień) – Regie: Andrzej Wajda
- 1996: Engelchen – Regie: Helke Misselwitz
- 1997: Das Mädchen und der Bodyguard (Sara) – Regie: Maciej Ślesicki
- 1997: Sztos – Regie: Olaf Lubaszenko
- 1997: Szczęśliwego Nowego Jorku – Regie: Janusz Zaorski
- 1997: Killer – Regie: Juliusz Machulski
- 1999: 2 Killer – Regie: Juliusz Machulski
- 2000: Chlopaki nie placza  – Regie: Olaf Lubaszenko
- 2001: Zutaten für Träume
- 2002: Kariera Nikosia Dyzmy – Regie: Jacek Bromski
- 2003: Nienasycenie – Regie: Wiktor Grodecki
- 2020: Das Grab im Wald (W głębi lasu, Miniserie, vier Folgen)
- 2020: Wanda, mein Wunder